# Gender-Pause
Gender-Pause (vom Verb gendern, abgeleitet von englisch gender [ˈdʒɛndɐ] „soziales Geschlecht“) bezeichnet als Mittel der geschlechtergerechten Sprache im Deutschen eine kleine Pause bei der Aussprache von Genderzeichen innerhalb verkürzter Paarformen von Personenbezeichnungen, um zwischen männlichen und weiblichen auch nichtbinäre, diversgeschlechtliche Personen anzusprechen und einzubeziehen (vergleiche Soziale Inklusion, Diversity Management). Zeichen wie das Gendersternchen im Beispiel „Bäcker*innen“ werden vorgetragen, als ob an der Stelle ein Bindestrich stände: Bäcker-innen [ˈbɛkɐʔɪnən], vergleichbar dem gebräuchlichen Wort „Bäckerinnung“: Bäcker-Innung [ˈbɛkɐʔɪnʊŋ]. Die vermeintliche Sprechpause, ist sie doch eigentlich ein Glottisschlag oder Knacklaut (vergleiche den gebräuchlichen Glottisschlag im Deutschen), wird auch gesprochenes Gendersternchen genannt. Auch zweigeschlechtliche Paarformen mit Schrägstrich oder Binnen-I können mit einer Gender-Pause vorgetragen werden (Bäcker/-innen, BäckerInnen). Alternativ können Kurzformen zu einer Beidnennung aufgelöst werden (Bäckerinnen und Bäcker).
Die Bezeichnung „Gender-Pause“ kam um 2019 auf und wurde unter anderem von der Gesellschaft für deutsche Sprache übernommen; sie lehnt dieses Mittel der gendergerechten Sprache aber ab. Die Erfindung der Gender-Pause beansprucht die feministische Sprachwissenschaftlerin Luise F. Pusch, die 1985 den „Knacklaut“ zur Aussprache des Binnen-I vorschlug. In öffentlich-rechtlichen Sendern im deutschsprachigen Raum sind ab 2020 zunehmend Gender-Pausen zu hören (siehe unten).

## Aussprache

### Glottisschlag
Um Gendersternchen (Bäcker*innen), Gender-Doppelpunkt (Bäcker:innen), Gender-Gap (Bäcker_innen) oder Gender-Apostroph (Bäcker’innen) als Platzhalter für Personen mit nichtbinärer Geschlechtsidentität zu verdeutlichen, wird bei der Aussprache eine winzige Pause angedeutet, vergleichbar einer gesprochenen Wortfuge. Fachsprachlich ist das ein Glottisschlag (stimmloser, glottal gebildeter Verschlusslaut; englisch glottal stop), der im Internationalen Phonetischen Alphabet mit dem fragezeichenähnlichen Lautsymbol ʔ angezeigt wird. Er wird auch „Stimmabsatz“ oder „harter Vokaleinsatz“ genannt.
Dieser akustische Effekt der Stimmlippen entspricht dem kleinen Moment, der beim Unterscheiden zweier Silben oder selbstständiger Vokale auftritt, beispielsweise bei der Aussprache der Verben „sich erinnern“ (er-innern [ɛɐ̯ˈʔɪnɐn]) oder „etwas verinnerlichen“ (ver-innerlichen [fɛɐ̯ˈʔɪnɐlɪçn̩]). In der Ausspracheschulung wird der Effekt auch als „Knacklaut“ bezeichnet. Der Glottisschlag spielt auch eine Rolle im Gesang, so beginnen viele Vortragende in Popsongs eine Liedzeile aus einem solchen Verschlusslaut (Plosiv) heraus.
Der Sprachwissenschaftler Anatol Stefanowitsch erklärt den „glottalen Verschlusslaut“ 2018:

„Das Sternchen und die Lücke werden in der Aussprache durch einen stimmlosen glottalen Verschlusslaut wiedergegeben – ein Laut, den wir produzieren, indem wir die Stimmlippen (‚Stimmbänder‘) kurz vollständig schließen. […]

Vor Suffixen (‚Nachsilben‘) kommt der glottale Verschlusslaut nie vor – bzw., er kam dort nie vor, bis eben manche Sprecher/innen angefangen haben, ihn als lautliche Repräsentation des Gendergap bzw. -sternchen zu verwenden. Während Ärztin z. B. [ɛːɐ̯tstɪn] ausgesprochen wird, wird Ärzt_in oder Ärzt*in [ɛːɐ̯tstʔɪn] ausgesprochen.

Das hat eine Reihe erwartbarer phonologischer Konsequenzen. So verändert es die Silbifizierung. Bei Ärztin bildet der Konsonant am Ende des Wortstammes gemeinsam mit dem Suffix eine Silbe – [ɛːɐ̯ts.tɪn], bei Ärzt_in/Ärzt*in wird das durch den glottalen Verschlusslaut verhindert – [ɛːɐ̯tst.ʔɪn]. In dieser Hinsicht verhält sich das Suffix jetzt lautlich wie ein eigenes Wort.“

Abgekürzte Paarformen mit Genderzeichen werden gesprochen wie zwei Wörter mit Bindestrich: Bäcker-innen [ˈbɛkɐʔɪnən]. Hörbar fällt bei der Minipause das vorstehende „r“ weg, wodurch sich die Aussprache deutlich von der normalen Femininform Bäckerinnen unterscheidet (hier bleibt das „r“ hörbar); die weibliche Endung wird dabei nicht besonders betont. Das betrifft auch den Mediopunkt in Bäcker·innen oder zweigeschlechtliche Kurzformen mit Binnen-I in BäckerInnen oder mit einfachem Schrägstrich in Bäcker/innen. Demgegenüber sind gemäß Duden die beiden amtlich anerkannten Abkürzungsformen mit Schrägstrich plus Ergänzungsstrich: Bäcker/-innen, oder eingeklammert: Bäcker(innen), als vollständige Beidnennung zu lesen: Bäcker und Bäckerinnen. Aber auch diese Kurzformen können mit einer Binnenpause gesprochen werden.
Das Bistum Hildesheim empfiehlt im Januar 2021 in seiner Handreichung Geschlechtersensible Sprache als „inklusive Form“ das Sternchen und den Doppelpunkt und veranschaulicht die Aussprache von Lehrer*innen oder Lehrer:innen mit einem Vergleichssatz:
- „Die Kinder stehen außen, die Lehrer innen.“

### Vorleseprogramme
Die gängigen Vorleseprogramme (Screenreader) und Sprachassistenten wie Apples Siri haben noch Schwierigkeiten mit der passenden Aussprache des Gendersterns und geben beispielsweise wörtlich „Bäcker-Stern-innen“ aus (Stand April 2021 bei Standardeinstellung). Das Zeichen wird unter Umständen aber wörtlich als „Sternchen“, „Asterisk“ oder „Pause“ vorgelesen, manchmal auch gar nicht, so dass nur die weibliche Wortform ausgesprochen wird (missverständlich als generisches Femininum). Ein Gender-Gap wird vorgelesen als „Bäcker-Unterstrich-innen“, ein Binnen-I als „Bäckerinnen“ ohne Pause. Nur der Doppelpunkt erzeugt eine kleine Pause beim Vorlesen: „Bäcker: innen“. Abhängig von der verwendeten Software und ihrer angepassten Einstellung, kann die Pause nach einem Doppelpunkt auch etwas länger sein und der Eindruck entstehen, der Satz sei zu Ende.
Zur Barrierefreiheit erklärt Ende 2019 die Website des Europäischen Sozialfonds (beim deutschen Bundesministerium für Arbeit und Soziales), dass sich in Screenreadern die Ansage von Sonderzeichen wie Sternchen oder Unterstrich abschalten oder durch ein Leerzeichen ersetzen lasse: Bäcker innen [ˈbɛkɐʔɪnən].
Auch Brailleschrift-Displays für sehbehinderte oder blinde Menschen haben solche Mängel, weil sie meist nur die Ausgabe eines Screenreaders verarbeiten. Für beide Programmarten gelten Sternchen und Unterstrich bisher nicht als eindeutig barrierefrei; aus diesem Grund wird der Gender-Doppelpunkt von einigen Hochschulverwaltungen und Medien verwendet und in aktuellen Sprachleitfäden empfohlen (siehe Liste von Einrichtungen, die Genderzeichen nutzen).
Der Berliner Webentwickler Taner Aydın präsentiert im April 2021 in einem Online-Artikel kurze Sprachaufnahmen von fünf Screenreadern und drei Sprachassistenten, die jeweils vier unterschiedliche Genderzeichen sowie Binnen-I und zwei Schrägstrich-Schreibweisen vortragen; Aydın fasst seine Ergebnisse zusammen:

„Wie sich in den Ergebnissen erkennen lässt, ist die Situation sehr gemischt. Während das Binnen-I als eher ältere Schreibweise schon relativ großflächig unterstützt wird, wird das Sternchen, welches bis vor einer Weile als inklusivste Variante präferiert wurde, bis jetzt nur von Amazon Polly korrekt ausgegeben. Der Doppelpunkt, der allmählich das Sternchen zu ersetzen scheint und momentan als vermeintlich beste Variante propagiert wird, ist ein zweischneidiges Schwert. Ja, er erzeugt eine hörbare Pause, aber keinen Glottisschlag. Er ist im Grunde ein ‚Hack‘, denn er zwingt den Screenreader dazu eine längere Pause wie am Ende eines Satzes zu machen. Und das ist auch logisch. Der Doppelpunkt ist ein Satz(ende)zeichen. […]

Was sich aber aus den Ergebnissen auch erkennen lässt ist, dass es keine Form gibt, die nicht von mindestens einem Tool bereits unterstützt wird. Es ist also anscheinend keine technische Unmöglichkeit die beliebigen Formen umzusetzen.

Für mich stellt sich daher folgende Frage: Wenn die Ablehnung genderinklusiver Sprache oft mit dem technischen Argument daherkommt, wäre es dann nicht hilfreich, wenn Screenreader und Text-to-Speech-Software breitflächig alle gängigen Varianten unterstützten?“

Die deutsche Überwachungsstelle des Bundes für Barrierefreiheit von Informationstechnik (BFIT-Bund) veröffentlicht im August 2021 als Ergebnis einer eigenen Studie offizielle Empfehlungen zu einer gendergerechten, digital barrierefreien Sprache, wobei dem Genderstern der Vorzug gegeben wird: „Das Gendern berührt als sprachlicher Ausdruck in digitalen Anwendungen, Fragen der Freiheit und der Demokratie von Menschen mit Behinderungen. BFIT-Bund schließt sich der Expert*innen Meinung an und empfiehlt unter der Maßgabe ihres Auftrages nach § 8 BITV, das Gendern mit dem Asterisk.“ Getestet wurden dabei auch zwei Screenreader-Programme.

## Geschichte
Die Erfindung der Gender-Sprechpause beansprucht Luise F. Pusch, Pionierin der feministischen Sprachwissenschaft: „Glottisschlag – Das habe ich erfunden! 1985 oder 86, als sich das große I allmählich durchsetzte, wurde ich gefragt: Wie soll man das denn aussprechen? Meine Antwort: mit einer Minipause, heute auch bekannt als Knacklaut. Den gibt es in vielen deutschen Wörtern.“
2009 merkte die schweizerische Bundeskanzlei in ihrem Leitfaden zum geschlechtergerechten Formulieren im Deutschen an: „Werden Texte mit Kurzformen laut vorgetragen, so wird die Abkürzung aufgelöst und als Vollform gelesen, oder es wird nach dem gemeinsamen Wortteil eine kurze Pause gemacht, gefolgt von einem sogenannten glottalen Verschlusslaut vor dem Vokal der Endung -in bzw. -innen“.
2019 schrieb der Kulturjournalist Felix Stephan in der Süddeutschen Zeitung unter der Überschrift Die Genderfrage ist in der Phonetik angekommen zu diesem Sprachwandel: „In diesem Sinne ist es sicher auch ein soziologisches Phänomen, dass die Gender-Pause vor allem in jenen Milieus auftritt, die sich in Kleidung, Affektkontrolle und sittlichem Ernst ohnehin vom Durchschnitt abzuheben versuchen.“ Der Sprachwissenschaftler Anatol Stefanowitsch kommentierte 2020: „Dass es die gesprochene Version des Gendersternchens – den wie eine Pause klingenden kleinen Neuansatz vor der Endung ‚-in‘ – in Talkshows und Nachrichtensendungen schaffen würde, hätte vor einem Jahr auch niemand vermutet.“
Der Sprachwissenschaftler Peter Eisenberg hatte 2017 noch gemeint: „Der nächste Schritt in Richtung eines konsequenten Genderns bestand in der Propagierung der Schreibweise BäckerInnen, die dann vielfältig ausgebaut wurde, etwa zu Bäckerinnen, Bäcker/innen, Bäcker_innen und Bäcker*innen. Von vornherein blieb unklar, wie all das ausgesprochen werden konnte.“ 2021 löste der Sprachwissenschaftler Henning Lobin die angebliche Unklarheit auf und nannte als praktisches Beispiel „etwa die Verwendung des Wortes Bäckerinnung, das in der Mitte genau den glottalen Knacklaut enthält (Bäcker-Innung), der bei Bäcker-Innen angeblich so unaussprechlich ist.“
Das Handbuch geschlechtergerechte Sprache aus dem Dudenverlag nannte im April 2020 die „ausführliche Beidnennung“ als eine Möglichkeit zur Aussprache von abgekürzten Paarformen; alternativ könne eine kleine Pause vor der weiblichen Endung eingelegt werden: „mit dem sogenannten Glottisschlag – diese Strategie hat durch die verstärkte Verwendung des Gendersterns deutlich zugenommen. Ähnlich wie in anderen Zusammensetzungen (etwa Raum-Innenfarbe) wird also an [der] Kompositionsfuge eine Pause gesprochen: ‚Mitarbeiter-innen‘.“
 2021
Im März 2021 verwendet NRW-Ministerpräsident Armin Laschet (CDU) einen Glottisschlag, als er nach der Beidnennung „Macherinnen und Macher“ anschließt mit dem Satz: „Deutschland kann erstklassige Chancen für unsere Kinder bieten und gleiche Chancen für Frauen und Männer in unserem Macherʔinnenland.“ Im April verlangt Laschets Mitwahlkämpfer Friedrich Merz, geschlechtergerechte Sprache staatlich verbieten zu lassen, und stellt bezogen auf öffentlich-rechtliche Sender die Frage: „Wer gibt Nachrichtenmoderatorinnen und -moderatoren das Recht, in ihren Sendungen einfach mal so eben die Regeln zur Verwendung unserer Sprache zu verändern?“ Gerade in gesellschaftlich verantwortungsvollen Positionen „kann das nicht jeder so machen, wie er das vielleicht gerne hätte“.
Ab Juni 2021 verwendet die deutsche Fluggesellschaft Lufthansa („110.065 Mitarbeiter:innen“) als Mittel gendersensibler Sprache neben geschlechtsneutralen Formulierungen den Doppelpunkt, gesprochen mit Glottisschlag. Der Beauftragte für Chancengleichheit im Unternehmen erklärt dazu: „Es gibt Sprachen, die haben einen eigenen Buchstaben für diesen sogenannten Glottisschlag, das Deutsche nicht. Aber auch wir kennen ja schon den Stimmabsatz wie bei ‚Koffein‘ und ‚Spiegelei‘, insofern kann man Gendergerechtigkeit auch in der mündlichen Sprache zum Ausdruck bringen.“
Kathrin Kunkel-Razum, Leiterin der Duden-Redaktion, verwendet im Juni in einem Interview Gender-Pausen. Die Komikerin Carolin Kebekus spricht sich im Juni in ihrem ARD-Programm Die Carolin Kebekus Show mit einem aufwendig produzierten Musikvideo für die Verwendung des Glottisschlags aus; unter anderem nimmt sie dabei die Gendergegner Friedrich Merz und Dieter Nuhr aufs Korn. Im August tritt ein Pastor in der ARD-Sendung Das Wort zum Sonntag für die Verwendung des gesprochenen Gendersternchens ein.

## Studien und Umfragen
Der Mitteldeutsche Rundfunk ermittelte Mitte 2021: Nur 2 % von rund 26.000 Antworten befürworteten die gesprochene Gender-Pause bei der Kurzform Studentʔinnen (mit Stimmabsatz vor dem „i“); Beidnennung wollten 15 %, das Partizip Studierende 21 % und die generische Maskulinform Studenten 58 %. Das Nachrichtenradio MDR Aktuell startete mit der Universität Halle-Wittenberg ein gemeinsames Forschungsprojekt zur Frage, wie sich gendersensibles Sprechen auf das Verständnis von Nachrichten auswirkt.
Ebenfalls Mitte 2021 ermittelte das ZDF-Politbarometer zu Gender-Pausen: 25 % finden die Sprechweise gut und 71 % nicht.
Auch Mitte 2021 ermittelte das Sozialforschungsinstitut INSA zur Frage, ob „Gendersprechpausen […] ein sinnvoller Beitrag zur Geschlechtergerechtigkeit“ sind: 22 % stimmen zu, 56 % nicht und 17 % wissen es nicht; von den Befragten mit Migrationshintergrund stimmen 33 % zu, ebenso viele dagegen.
Forscher der Kommunikationswissenschaft an den Universitäten Erfurt und Mainz veröffentlichten im September 2021 eine genderlinguistische Studie: Medientexte mit gesprochener Gender-Pause waren signifikant schlechter verständlich als drei andere Sprechweisen, aber bei ihr wurde der Anteil von Frauen in den bezeichneten Gruppen am höchsten eingeschätzt.

## Rezeption

### Öffentlich-rechtliche Sender
Vor allem in öffentlich-rechtlichen Sendern im deutschsprachigen Raum werden ab 2020 zunehmend gegenderte Sprechweisen von Personenbezeichnungen hörbar, sowohl in neutraler Form (Forschende) wie auch als Beidnennung (Forscher und Forscherinnen) oder als gesprochene Gender-Pause mit einem Glottisschlag bei Kurzformen (Forscherʔinnen). Nach der rechtlichen Verankerung der dritten Geschlechtsoption „divers“ in Deutschland 2018 und Österreich 2019 überarbeiteten auch die Medienanstalten ihre Sprachleitfäden und Richtlinien; einige stellten es frei, Gender-Pausen in der Moderation zu nutzen (siehe auch Öffentlich-rechtliche Sender gegen Genderzeichen).
Eines der ersten gesprochenen Gendersternchen in den ZDF-Nachrichten war am 5. Januar 2020 von Claus Kleber im heute-journal zu hören. Im Mai fiel die ARD-Moderatorin Anne Will in ihrer Talk-Sendung mit einer demonstrativen Betonung des Wortes „Steuerzahlerʔinnen“ auf (siehe Gendern bei Anne Will); bereits 2018 hatte ihr missglückter Genderversuch „Mitgliederinnen“ zu Diskussionen geführt.
Im September 2020 schrieb der Wirtschaftsstatistiker Walter Krämer als Vorsitzender der Stiftung Deutsche Sprache einen Beschwerdebrief an hunderte Mitglieder der Rundfunkräte und forderte, den Gebrauch „missbräuchlicher Knacklaute“ bei den Öffentlich-Rechtlichen „umgehend zu unterlassen“. Darauf antwortete der Intendant des Zweiten Deutschen Fernsehens, Thomas Bellut, ausführlich: „[…] haben wir uns darauf verständigt, für die schriftliche Kommunikation ab sofort den Genderstern (Asterisk) zu verwenden und einen Leitfaden mit entsprechenden Hinweisen verabschiedet. Für die Kommunikation in journalistischen Beiträgen, das heißt vor allem bei der gesprochenen Sprache, gibt es keine Vorgaben der Geschäftsleitung. Den Redaktionen des Hauses wurde jedoch empfohlen zu diskutieren, wie eine Ansprache aller Zuschauer*innen gelingen kann und die Ansprache dabei mit Blick auf die jeweilige Zielgruppe zu wählen.“ Der Vorsitzende des WDR-Rundfunkrats erklärte, „dass der so genannte Gendergap in Sendungen des WDR möglichst nicht verwendet werden sollte, da dadurch häufig nur die weibliche Form der Personenbezeichnung wahrgenommen werde. Allerdings wolle der WDR prüfen, ob dies auch für Sendungen, die sich explizit an die jüngere Zielgruppe richteten, gelten solle. Denn unter jungen Menschen ist die Berücksichtigung aller Geschlechter auch in der gesprochenen Sprache durchaus üblich.“
Zur Frage, ob das „Gendersternchen mitgesprochen“ werden dürfte, antwortete im Dezember 2020 die rbb-Intendantin Patricia Schlesinger: „Wir überlassen es unseren Moderator*innen, ob sie tatsächlich das mitsprechen wollen oder nicht. Nicht nur bei Fritz, auch woanders.“ Das Jugendprogramm Radio Fritz verwendet den stimmlosen Glottisschlag auch in Nachrichtentexten. Laut Thomas Hinrichs, Informationsdirektor des Bayerischen Rundfunks (BR), dürfen nur der Jugendkanal PULS und der eigene LGBQT-Postcast die Gender-Pause nutzen. Die grüne Queerpolitikerin Tessa Ganserer warf dem Bayerischen Rundfunk vor, in die 1970er-Jahre zurückzufallen, als sich der Sender noch bei homosexuellen Themen aus dem gemeinsamen ARD-Programm ausgeklinkt hatte. Die grüne Rundfunkrätin Sanne Kurz kritisierte, dass Hinrichs mit seiner Äußerung Redaktionen bevormunde und ihnen diktiere, „wie Beiträge getextet werden müssen, wie moderiert werden muss, und er erzieht mit dem Verbot die Gesellschaft zur Ignoranz gegenüber Menschen, die sich nicht binärgeschlechtlich verorten.“
SWR-Intendant Kai Gniffke erklärte im Dezember 2020: „Wir verkneifen uns wenn möglich das sogenannte ‚generische Maskulin‘. […] Zurückhaltend sind wir auch mit dem sogenannten Gender-Stern*. […] Für Programmangebote des SWR für junges Publikum kann diese Form deshalb verwendet werden.“ Der Saarländische Rundfunk (SR) erlaubt in seiner internen Handreichung Sprache schafft Bewusstsein die Verwendung des Gendersterns in der gesprochenen Berichterstattung (außer in Nachrichtentexten); das solle „redaktionsintern diskutiert und entschieden werden“.
Im April 2021 sind erstmals in einem ARD-Spielfilm Plural-Paarformen mit Glottisschlag zu hören: Im Tatort Was wir erben werden beispielsweise Arbeiterʔinnen oder Kollegʔinnen mit vernehmbarer Gender-Pause gesprochen. Die Sprecherin des produzierenden Senders Südwestrundfunk erklärt dazu, beim SWR bemühe man sich generell um eine gendersensible Sprache: „Unsere Drehbuchautorinnen und Drehbuchautoren finden die jeweils authentische Sprache für die Figuren eines ‚Tatorts‘. Sehr passend zum Realismuskonzept des ‚Tatorts‘ können uns im Krimi so Menschen begegnen, die so unterschiedlich sprechen wie die Menschen im wirklichen Leben“. Die Beurteilung von Tag24: „Fans sauer über ‚Gendern‘ beim Tatort, aber Top-Quote!“
Der WDR verzichtet im Programm weitgehend auf den gesprochenen Gender-Gap, da dieser laut einer vom Sender beauftragten repräsentativen Umfrage unter 1000 Menschen nur von 27 % befürwortet wird.

### Befürwortung
Mitte 2019 wurde Christiane Hohenstein (Zürcher Hochschule für Angewandte Wissenschaften) zur gendergerechten Sprache gefragt: „Und was schlagen Sie den elektronischen Medien wie Radio und TV für die Aussprache vor?“ Die Professorin für Interkulturalität und Sprachdiversität antwortete: „In der Schweiz wird gerade in Bildungsinstitutionen von vielen Kollegen die Aussprache mit Glottis-Stop ausdrücklich gepflegt. Das finde ich vorbildlich. Und es ist nicht schwer, weil der Glottis-Stop sowieso ein häufig genutztes Artikulationsmittel der deutschen Sprache ist.“
Im September 2020 erklärte die Pionierin Luise F. Pusch zum vermehrten Gebrauch des Glottisschlags in öffentlich-rechtlichen Sendern seit der Corona-Krise: Der „Knacklaut zur ‚Verlautbarung‘ des Femininums mit Genderstern für gemischtgeschlechtliche Gruppen: Expert*innen, Bürger*innenversammlung [ist] vollendet geschlechtergerecht.“

### Kritik
Im Mai 2021 schrieb der Sprachwissenschaftler Jürgen Trabant unter dem Titel Gendersprache: Es knackt im Gebälk der Republik in der Tageszeitung Die Welt: „Die Einführung des Knacklautes markiert den Sprecher als zugehörig zu einer bestimmten Gruppe von Sprechern.“ Normalerweise werde der Laut vor vokalisch anlautenden Wörtern oder Silben eingesetzt („ge[Knack]impft“), jetzt sei er auch in künstlich eingefügten Pausen in Wörtern wie „Ministerpräsident[Knack]innen“ zu hören. Der Knacklaut gelte nun als „Wunderwaffe des Genderns“. In der für das Deutsche untypischen Umgebung von Personenbezeichnungen sei der Laut nicht nur „ein Aussprache-Tick“, sondern sogar „ein Appell zur Unterwerfung […] Mach du es auch so, dann gehörst du auch zu uns Guten“. Außerdem sei es eine Drohung: „Wehe du machst es nicht wie wir!“ Trabant wirft staatlichen und öffentlichen Institutionen wie Berliner Senat, Rat der Stadt Hannover oder Rundfunkanstalten vor, mit ihrer Macht die Verwendung von Gender-Pausen samt entsprechender identitätspolitischer Haltung zu propagieren.

### Ablehnung
Im August 2020 lehnt die Gesellschaft für deutsche Sprache die Verwendung von Gender-Pausen ab, vor allem weil sie sich nicht verschriftlichen ließen. Im März 2021 bekräftigt auch der Deutsche Blinden- und Sehbehindertenverband seine Ablehnung von Genderzeichen, weil sie von Vorleseprogrammen nicht mit einem Glottisschlag vorgetragen würden. Mitte 2021 ergeben Umfragen eindeutige Ablehnungen von gesprochenen Gender-Pausen.

#### Gesellschaft für deutsche Sprache
Die Gesellschaft für deutsche Sprache (GfdS) – gegründet 1947 und mitfinanziert von der Kultusministerkonferenz – stellt einen eigenen Redaktionsstab beim Deutschen Bundestag zur Beratung von Bund und Ländern bei allen Sprachfragen, um Texte aller Art auf sprachliche Richtigkeit und Verständlichkeit zu überprüfen, ebenso Anfragen zum geschlechtergerechten Formulieren und zu Stil, Grammatik und Rechtschreibung.
Im August 2020 erklärte die GfdS zu ihrer Ablehnung des Gendersterns (Details), dass auch Gender-Pausen im Allgemeinen problematisch und nicht zu empfehlen seien: „Wird das Gendersternchen oder eine vergleichbare Form beim Vorlesen eines Textes als Zeichen ignoriert, wird die feminine Form gesprochen (Leserin). Diese kann nicht mehr als geschlechtergerecht oder genderneutral betrachtet werden. Eine Gender-Sprechpause zwischen der maskulinen Form und dem Movierungssuffix entspricht nicht den Aussprachenormen. Es sind zudem Fälle denkbar, in denen die maskuline Form und das Movierungssuffix für einen kurzen Moment als separate Wörter – z. B: Spieler und innen (vs. außen) – verstanden werden.“ Zu Vorleseprogrammen wurde angemerkt: „Asterisken, Unterstriche und Doppelpunkte werden dabei nicht einheitlich interpretiert, die Barrierefreiheit ist eingeschränkt.“ Insbesondere bleibe unklar, wie Gender-Pausen zu verschriftlichen seien:

„Werden in der gesprochenen Sprache Gender-Pausen als Entsprechungen von Gendersternchen oder vergleichbaren Formen verwendet, ist unklar, wie diese verschriftlicht werden sollen (z. B. wenn ein Protokoll einer Rede angefertigt wird). Es ist nicht hörbar, welche Variante (Sternchen, Unterstrich, Doppelpunkt o. a.) von der sprechenden Person intendiert ist; Vermerke wie Pause sind nicht in allen Textsorten üblich oder erwünscht.“

Ihre Haltung zum geschlechtergerechten Formulieren fasste die GfdS im Mai 2021 in einer „Klarstellung“ zusammen: „‚Ja zum Gendern‘ – wenn es verständlich, lesbar und regelkonform ist. […] Zwar stehen wir dem Gendersternchen kritisch gegenüber, nicht aber dem Gendern an sich.“ Der Germanistische Linguist Peter Schlobinski, Vorsitzender der GfdS, kritisierte die zunehmenden Gender-Pausen in den öffentlich-rechtlichen Sendern:

„Ich rede jetzt über diese berühmte ‚Gender-Pause‘, zum Beispiel Wähler (--) innen. Also von der Silbenstruktur, wenn wir sprechen, dann geht das ja völlig gegen unser Gefühl, wie wir eigentlich trennen, also wenn wir statt Leh-re-rin-nen sagen: Lehrer (--) innen. Ich weiß nicht, ob es gegen jedermann und jeder Frau Sprachgefühl geht; gegen mein Sprachgefühl auf jeden Fall, weil es gegen die prosodischen Grundregularitäten des Deutschen verstößt. Die Silbentrennung ist eine andere, und die Silbe ist eine natürliche Sprecheinheit. Und das führt ja bereits zu paradoxen Entwicklungen im Radio. […] Ich habe das beobachtet im Deutschlandfunk, wenn dort ein bisschen schneller gesprochen wird […] dann kommen wir vielleicht irgendwann zum ,generischen Femininum‘, weil die Sprechpausen bei einer schnelleren Sprechweise weggelassen werden. Und das können Sie bereits immer öfter hören.“

#### Deutscher Blinden- und Sehbehindertenverband
Der Deutsche Blinden- und Sehbehindertenverband (DBSV) veröffentlichte im April 2019 unter dem Titel Gendern eigene Richtlinien, die das Präsidium im März 2021 aktualisierte. Grundsätzlich wird angemerkt: „Bei längeren Texten kann in einem vorangestellten Satz erklärt werden, dass der jeweilige Text sich unabhängig von den verwendeten Personenbezeichnungen an Menschen aller Geschlechtsidentitäten richtet“ (siehe Gender-Fußnote). Um die Vorlesbarkeit zu gewährleisten, werden neutrale Formulierungen empfohlen (Team) oder Bezeichnungen in Paarform (Mitarbeiterinnen und Mitarbeiter). „Gendern durch Sonderzeichen und Typografie […] ist nicht zu empfehlen“; auch der Gender-Doppelpunkt sei ungeeignet (Mitarbeiter:innen). Von allen Genderzeichen gibt der Verband allerdings dem Genderstern den Vorrang: „Falls jedoch mit Kurzformen gegendert werden soll, empfiehlt der DBSV, das Sternchen zu verwenden, weil es laut Veröffentlichungen des Deutschen Rechtschreibrates die am häufigsten verwendete Kurzform ist und so dem Wunsch nach einem Konsenszeichen am nächsten kommt.“